# Championnat d'Angleterre de football 1965-1966
Navigation
Édition précédente Édition suivante
La 67e édition du championnat d'Angleterre de football est remportée par Liverpool FC. Le club de Liverpool finit six points devant Leeds United et gagne son septième titre de champion d'Angleterre.
Liverpool se qualifie pour la Coupe des clubs champions en tant que champion d'Angleterre. Everton, vainqueur de la coupe se qualifie pour la Coupe des vainqueurs de coupe. Leeds United et Burnley se qualifient pour la Coupe des villes de foires au titre de leur classement en championnat. West Bromwich Albion les accompagne en coupe des villes de foires comme vainqueur de la Coupe de la ligue anglaise de football.
Le système de promotion/relégation reste en place : descente et montée automatique, sans matchs de barrage pour les deux derniers de première division et les deux premiers de deuxième division. À la fin de la saison, Blackburn Rovers et Northampton Town sont relégués en deuxième division. Ils sont remplacés pour la saison suivante par Manchester City et Southampton FC.
L'attaquant nord-irlandais Willie Irvine, joueur de Burnley FC termine en tête du classement des buteurs avec 29 réalisations.

## Les clubs de l'édition 1965-1966
| Club                                 | Ville               |
| ------------------------------------ | ------------------- |
| Arsenal Football Club                | Londres             |
| Aston Villa Football Club            | Birmingham          |
| Blackburn Rovers Football Club       | Blackburn           |
| Blackpool Football Club              | Blackpool           |
| Burnley Football Club                | Burnley             |
| Chelsea Football Club                | Londres             |
| Everton Football Club                | Liverpool           |
| Fulham Football Club                 | Londres             |
| Leeds United Football Club           | Leeds               |
| Leicester City Football Club         | Leicester           |
| Liverpool Football Club              | Liverpool           |
| Manchester United Football Club      | Manchester          |
| Newcastle United Football Club       | Newcastle upon Tyne |
| Northampton Town Football Club       | Northampton         |
| Nottingham Forest Football Club      | Nottingham          |
| Sheffield United Football Club       | Sheffield           |
| Sheffield Wednesday Football Club    | Sheffield           |
| Stoke City Football Club             | Stoke-on-Trent      |
| Sunderland Association Football Club | Sunderland          |
| Tottenham Hotspur Football Club      | Londres             |
| West Bromwich Albion Football Club   | West Bromwich       |
| West Ham United Football Club        | Londres             |

## Classement
| Rang | Équipe               | Pts | J  | G  | N  | P  | Bp | Bc | Diff |
| ---- | -------------------- | --- | -- | -- | -- | -- | -- | -- | ---- |
| 1    | Liverpool            | 61  | 42 | 26 | 9  | 7  | 79 | 34 | +45  |
| 2    | Leeds United         | 55  | 42 | 23 | 9  | 10 | 79 | 38 | +41  |
| 3    | Burnley              | 55  | 42 | 24 | 7  | 11 | 79 | 47 | +32  |
| 4    | Manchester United    | 51  | 42 | 18 | 15 | 9  | 84 | 59 | +25  |
| 5    | Chelsea              | 51  | 42 | 22 | 7  | 13 | 65 | 53 | +12  |
| 6    | West Bromwich Albion | 50  | 42 | 19 | 12 | 11 | 91 | 69 | +22  |
| 7    | Leicester City       | 49  | 42 | 21 | 7  | 14 | 80 | 65 | +15  |
| 8    | Tottenham Hotspur    | 44  | 42 | 16 | 12 | 14 | 75 | 66 | +9   |
| 9    | Sheffield United     | 43  | 42 | 16 | 11 | 15 | 56 | 59 | -3   |
| 10   | Stoke City           | 42  | 42 | 15 | 12 | 15 | 65 | 64 | +1   |
| 11   | Everton              | 41  | 42 | 15 | 11 | 16 | 56 | 62 | -6   |
| 12   | West Ham United      | 39  | 42 | 15 | 9  | 18 | 70 | 83 | -13  |
| 13   | Blackpool            | 37  | 42 | 14 | 9  | 19 | 55 | 65 | -10  |
| 14   | Arsenal              | 37  | 42 | 12 | 13 | 17 | 62 | 75 | -13  |
| 15   | Newcastle United     | 37  | 42 | 14 | 9  | 19 | 50 | 63 | -13  |
| 16   | Aston Villa          | 36  | 42 | 15 | 6  | 21 | 69 | 80 | -11  |
| 17   | Sheffield Wednesday  | 36  | 42 | 14 | 8  | 20 | 56 | 66 | -10  |
| 18   | Nottingham Forest    | 36  | 42 | 14 | 8  | 20 | 56 | 72 | -16  |
| 19   | Sunderland           | 36  | 42 | 14 | 8  | 20 | 51 | 72 | -21  |
| 20   | Fulham               | 35  | 42 | 14 | 7  | 21 | 67 | 85 | -18  |
| 21   | Northampton Town     | 33  | 42 | 10 | 13 | 19 | 55 | 92 | -37  |
| 22   | Blackburn Rovers     | 20  | 42 | 8  | 4  | 30 | 57 | 88 | -31  |

|  | Champion d'Angleterre |
|  | Relégation            |

## Affluences
| #  | Club                 | Stade           | Affluence moyenne sur la saison | Variation |
| -- | -------------------- | --------------- | ------------------------------- | --------- |
| 1  | Liverpool FC         | Anfield         | 46 344                          | + 12,7 %  |
| 2  | Manchester United    | Old Trafford    | 38 769                          | - 16,7 %  |
| 3  | Everton FC           | Goodison Park   | 38 498                          | - 8,5 %   |
| 4  | Tottenham Hotspur    | White Hart Lane | 38 230                          | - 2,9 %   |
| 5  | Leeds United         | Elland Road     | 35 785                          | - 4,5 %   |
| 6  | Sunderland           | Roker Park      | 34 488                          | - 15,1 %  |
| 7  | Newcastle United     | St James' Park  | 33 793                          | D2        |
| 8  | Chelsea FC           | Stamford Bridge | 31 346                          | - 15,4 %  |
| 9  | Arsenal FC           | Highbury        | 29 036                          | - 7,3 %   |
| 10 | West Ham United      | Upton Park      | 24 836                          | - 4 %     |
| 11 | Nottingham Forest    | City Ground     | 23 725                          | - 13,5 %  |
| 12 | Stoke City           | Victoria Ground | 22 503                          | - 12,7 %  |
| 13 | Sheffield Wednesday  | Hillsborough    | 22 366                          | + 10,8 %  |
| 14 | Leicester City       | Filbert Street  | 22 325                          | + 11,8 %  |
| 15 | Fulham               | Craven Cottage  | 21 138                          | + 20,4 %  |
| 16 | Aston Villa          | Villa Park      | 21 063                          | - 5,2 %   |
| 17 | Burnley              | Turf Moor       | 19 968                          | + 26,9 %  |
| 18 | West Bromwich Albion | The Hawthorns   | 19 834                          | + 5,2 %   |
| 19 | Sheffield United     | Bramall Lane    | 19 405                          | - 3 %     |
| 20 | Northampton Town     | County Ground   | 18 633                          | D2        |
| 21 | Blackpool            | Bloomfield Road | 16 185                          | - 13,2 %  |
| 22 | Blackburn Rovers     | Ewood Park      | 13 513                          | - 16,1 %  |

## Bilan de la saison
| Tableau d'Honneur                          |                      |
| Compétition                                | Vainqueur            |
| Championnat d'Angleterre de football       | Liverpool            |
| Coupe d'Angleterre de football             | Everton              |
| Coupe de la Ligue d’Angleterre de football | West Bromwich Albion |
| Charity Shield                             | Manchester United    |

| Promotions et relégations |                                   |
| Promus                    | Manchester City Southampton FC    |
| Relégués                  | Blackburn Rovers Northampton Town |

## Meilleur buteur
Avec 29 buts, Willie Irvine, attaquant nord-irlandais qui joue à Burnley, remporte son unique titre de meilleur buteur du championnat (à égalité avec Roger Hunt).